# 미시시피지도거북
미시시피지도거북은 거북목 늪거북과의 파충류이다.

## 특징
암컷은 수컷보다 훨씬 크며 수컷 성체의 몸길이는 약 9~13cm이고, 암컷 성체의 몸길이는 약 15~25cm이다. 수컷은 새끼처럼 날씬해 보이지만 암컷의 몸집은 더 크다.